# Neolana dalmasi
Neolana dalmasi là một loài nhện trong họ Amphinectidae. Loài này phân bố ở New Zealand.